# Harīsān
Harīsān (persiska: هريسان) är en ort i Iran.   Den ligger i provinsen Markazi, i den centrala delen av landet, 130 km sydväst om huvudstaden Teheran. Harīsān ligger 972 meter över havet och antalet invånare är 686.
Terrängen runt Harīsān är platt, och sluttar brant österut.Runt Harīsān är det ganska tätbefolkat, med 100 invånare per kvadratkilometer. Närmaste större samhälle är Sāveh, 12,9 km norr om Harīsān. Trakten runt Harīsān består till största delen av jordbruksmark.